# Cymodusa yeungnamensis
Cymodusa yeungnamensis is een insect dat behoort tot de orde vliesvleugeligen (Hymenoptera) en de familie van de gewone sluipwespen (Ichneumonidae). De wetenschappelijke naam van de soort werd voor het eerst geldig gepubliceerd door Jin-Kyung, Kolarov en Lee in 2013.